# Langayo
Langayo – gmina w Hiszpanii, w prowincji Valladolid, w Kastylii i León, o powierzchni 48,37 km². W 2011 roku gmina liczyła 310 mieszkańców.